# شیر صحرا (فیلم)
شیر صحرا (به انگلیسی: Lion of the Desert) در ایران شناخته شده به عمر مختار، فیلمی است اکشن و تاریخی در مورد زندگی عمر مختار، رهبر جنبش مقاومت مردم لیبی در برابر اشغالگری نظامی ایتالیا در دوران پیش از جنگ جهانی دوم. این فیلم در سال ۱۹۸۱ تولید شد

## بازیگران
- آنتونی کوئین در نقش عمر مختار
- الیور رید در نقش ژنرال رودولفو گراتزیانی
- ایرنه پاپاس در نقش مبروکه
- رف ولونه در نقش Diodiece
- راد استایگر در نقش بنیتو موسولینی
- جان گیلگد در نقش الغریانی
- اندرو که‌یر در نقش سالم
- گاستونه موسکین در نقش تومیلی
- استفانو پاتریتسی در نقش ساندرینی
- آدولفو لاسترتی در نقش سارسانی
- اسکای دو مون در نقش شاهزاده آمه‌دئو دوک آئوستا
- تاکیس امانوئل در نقش بو مطاری
- رودولفو بیگوتی در نقش اسماعیل
- رابرت براون در نقش الفضیل
- الئنورا استاتوپولوس در نقش مادر علی
- لوچانو بارتولی در نقش کاپیتان لونتانو
- گلادیو گورو در نقش رئیس دادگاه
- جیوردانو فالتسزونی در نقش قاضی در اردوگاه
- فرانکو فانتازیا در نقش Graziani's Aide
- ایهاب الورفلی در نقش علی